# Tesársky park
Tesársky park je chráněný areál v katastrálním území obce Tesáre v okrese Topoľčany v Nitranském kraji na Slovensku. Území bylo vyhlášeno v roce 1984 a jeho rozloha je 1,96 hektaru. Předmětem ochrany je park u zámku z osmnáctého století, s vysokou dendrologickou hodnotou (23 druhů listnatých a sedm druhů jehličnatých dřevin).